# Никола Радошевић
Никола Радошевић (Београд, 18. децембар 1926 — Београд, 11. септембар 2013) био је српски филмски редитељ и сценариста.

## Биографија
У току Другог светског рата, у Биоскопу „Централ“ у Ваљеву је емитовао филм "Велики диктатор" нацистичким војницима и официрима, након чега је ухапшен и депортован у „Алт Моабит“ у Берлину. О овом догађају је снимљен филм "Great", у коме главну улогу тумачи Милош Биковић.
Радошевић је 1950. године илегално пренео заоставштину Николе Тесле из њујоршког хотела „Њујоркер“ у Београд и био је један од каснијих поклоника идеје да Теслини посмртни остаци буду сахрањени по православним хришћанским обичајима.
Од 1964. до 1967. Никола Радошевић се практично усавршавао у Паризу, у студију Клода Ангера. Испите Famous Photographers School (ФПС) полагао је у Минхену на ФАС International код др Валтера Бојеа. Проглашен је за најуспешнијег студента ФПС у Европи. Од 1970. је именован за директора ФПС за Југославију и источну Европу. Аутор је филма Атомска бајка.

## Награде и признања
Теслина научна фондација из САД доделила је у Њујорку 12.01.2015. Теслину Меморијалну награду постхумно Николи Радошевићу за његов рад на очувању истине о Тесли.